# Dawson (Dakota du Nord)
Pour les articles homonymes, voir Dawson.
La ville américaine de Dawson est située dans le comté de Kidder, dans l’État du Dakota du Nord. Lors du recensement de 2010, sa population s’élevait à 61 habitants.

## Histoire
Dawson a été fondée en 1882 par J. Dawson Thompson et nommée pour lui. Un bureau de poste était opérationnel depuis l’année précédente.